# Mónica Estarreado
Mónica Estarreado (ur. 29 czerwca 1975 w Madrycie) – hiszpańska aktorka, kolumbijskiego pochodzenia.

## Życiorys
Najbardziej znana jest z roli Cayetany de la Vega w popularnym hiszpańskim komediodramacie „Yo soy Bea” i jej aktualnej roli dr Valerii Peralta w „Hospital Central”, szerszej publiczności dała się poznać jako Fatima Mansour w „Królowej Południa”.
W dniu 28 września 2007 r. poślubiła Luisa Arribasa, asystenta reżysera w „Yo soy Bea”. W lutym 2011 roku ogłoszono, że spodziewają się pierwszego dziecka. W lipcu urodziła chłopca.

## Filmografia

### Filmy
- 1996: Palace jako Princesa Buaur
- 2001: Año cero
- 2002: Al alcance de su mano jako Olga
- 2002: Miasto bez granic (En la ciudad sin límites) jako Beatriz
- 2003: Ktoś patrzy (Más de mil cámaras velan por tu seguridad) jako Andrea
- 2006: Válido para un baile

### Seriale telewizyjne
- 1996-2000: El Súper jako Leticia Torres
- 1999-2000: Calle nueva
- 2000: Al salir de clase jako Bárbara
- 2000: Paraíso jako Gladys
- 2001-2002: La verdad de Laura jako Laura Alonso
- 2004: De moda jako Lucía
- 2005: Siete Vidas jako Lola
- 2005: A tortas con la vida
- 2006: El comisario
- 2006-2008: Yo soy Bea jako Cayetana de la Vega
- 2009-nadal: Hospital Central jako Valeria Peralta
- 2011: Królowa Południa (La Reina del Sur) jako Fátima Mansour

### Spektakle teatralne
- 2010: ¡A saco¡ jako Pati